# Burgruine Mülenen
Die Burgruine Mülenen und die Ruine der dazugehörigen Letzimauer (Talsperre) stammen aus dem 13. Jahrhundert und liegen in der Gemeinde Reichenbach im Kandertal im Kanton Bern in der Schweiz.

## Lage und Beschreibung
Der Weiler Mülenen liegt an der engsten Stelle des Eingangs zum Kandertal und ist als strategisch wichtiger Punkt für die Kontrolle des ganzen Tales von grosser Bedeutung. Zur besseren Verteidigung wurde der Suldbach umgeleitet und der Bachverlauf vor die Burg und die Letzi verlegt. Die Sperrmauer war an ihrer Basis 1,45 Meter breit und zwischen 3 Meter und 5 Meter hoch. Ausgehend von der Mauerstärke müssen ein Wehrgang und eine Brüstung vorhanden gewesen sein. Auf der Südseite ermöglichte ein Rondenweg das Patrouillieren der Wachmannschaft. Auf der Nordseite lag eine Berme, danach kam der Bach. Die heutige Umfahrungsstrasse um Mülenen führt mitten durch die Letzi.
In der Mitte der Anlage stand die Burg Mülenen. Der Burghügel entstand in vier Bauphasen. In der Mitte lag das Hauptgebäude mit einer Grundfläche von 10 auf 19 Metern, das von einer annähernd quadratisch verlaufenden Mauer (24 × 24 Meter) umgeben war sowie ein Sodbrunnen.

## Geschichte
Die archäologischen Untersuchungen beweisen, dass die heutigen sichtbaren Mauerreste nicht die ältesten Befestigungsbauten waren, sondern dass vielleicht schon in der 2. Hälfte des 12. Jahrhunderts eine Talsperre bestand, wahrscheinlich aus Holz. Der Bau der heute sichtbaren Sperre muss anhand gefundener improvisierter Holzverschalungen unter grossem Zeitdruck erfolgt sein. 1269 wird der Ort erstmals urkundlich als Besitz der Freiherren von Kien erwähnt.
Ab 1290 waren die Freiherren von Wädenswil Besitzer der Burg und der Letzi. Ihnen folgten die Herren von Turn als Besitzer nach. 1294 erfolgten sehr wahrscheinlich in Mülenen Kampfhandlungen in der Fehde zwischen den von Wädenswil und der Stadt Bern. 1330 kam Mülenen als Pfand an Berner Gläubiger. Die Freiherren kauften jedoch den Besitz 1334 zurück und verkauften ihn um 1350 an Thüring von Brandis. 1352 kaufte die Stadt Bern Ort und Burg Mülenen. Um 1400 verlegte Bern den Sitz des Landvogts auf die Tellenburg und die Burg Mülenen wurden aufgeben. In der Folgezeit wurde die Anlage als Steinbruch genutzt. 1941 errichtete die Schweizer Armee auf der fast gleichen Stelle die Sperrstelle Mülenen. Während des Baus der Umfahrungsstrasse wurde die Letzi 1990 wiederentdeckt. 1992 wurden Burg und Letzi unter Denkmalschutz gestellt. 1995 wurden die Reste der Burg und der Letzi konserviert.

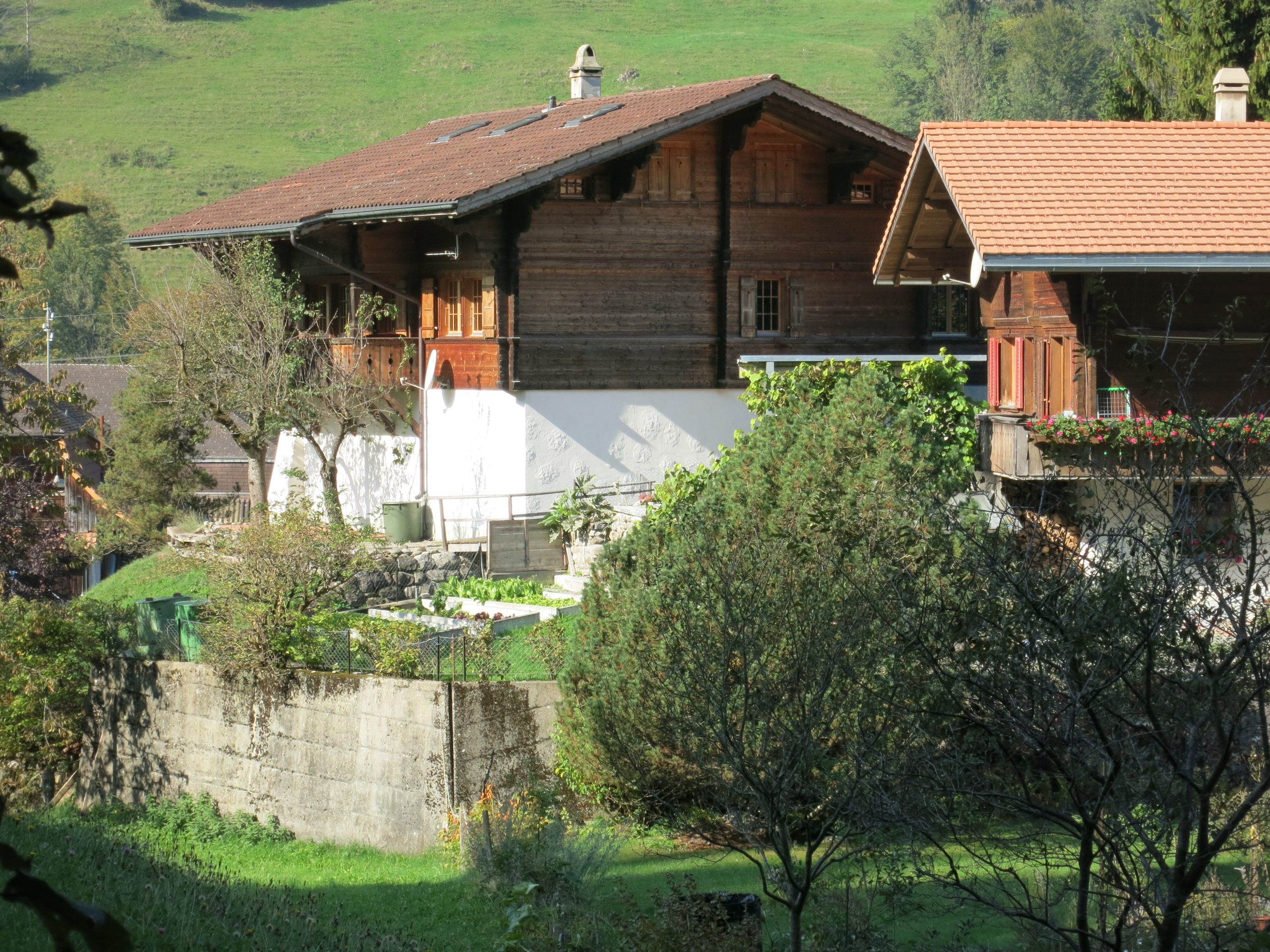
Ehemaliger Burghügel